# Regando las flores
Regando las Flores (francés: L'Arroseur) fue un cortometraje mudo de comedia dirigido por Georges Méliès en 1896. La película fue distribuida por su compañía, Star Film, y está catalogada como la número 6 en su filmografía.Se creó como una imitación de la famosa película de Louis Lumière, L'Arroseur Arrosé.En la actualidad, se considera una película perdida.